# Pandemia di COVID-19 a Washington (stato)
Il primo caso confermato relativo alla pandemia di COVID-19 del 2020 a Washington, negli Stati Uniti, è stato annunciato dallo stato di Washington il 21 gennaio 2020. Washington ha fatto il primo annuncio di una morte per malattia negli Stati Uniti il 29 febbraio e successivamente ha annunciato che altre due morti il 26 febbraio erano dovute a COVID-19. Fino a metà marzo, Washington ha registrato il più alto numero assoluto di casi confermati e il più alto numero pro capite di qualsiasi stato del paese, fino a quando non è stato superato dallo stato di New York il 10 aprile 2020. Molti dei deceduti erano residenti di una casa di cura a Kirkland, un sobborgo dell'Eastside di Seattle nella contea di King.
Washington aveva 248.580 casi confermati e un totale di 3.541 decessi confermati al 5 gennaio 2021. Gli esperti di sanità pubblica concordano sul fatto che il numero reale di casi nello stato è molto maggiore del numero che è stato confermato dai test di laboratorio. È molto difficile conoscere il numero reale poiché la maggior parte delle persone soffre solo di malattie lievi e il test non è ampiamente disponibile.
Il 23 marzo il governatore Jay Inslee ha emesso un ordine di soggiorno a domicilio in tutto lo stato che durerà almeno due settimane.
Al 29 dicembre 2020, Washington ha somministrato 51.000 dosi di vaccino COVID-19, pari allo 0,67% della popolazione.

## Cronologia

### Gennaio
Il 21 gennaio i Centers for Disease Control and Prevention (CDC) hanno confermato il primo caso negli Stati Uniti, in un uomo di 35 anni che vive nella contea di Snohomish. Era tornato da Wuhan (Cina), atterrando all'Aeroporto Internazionale di Seattle-Tacoma il 15 gennaio, senza alcun sintomo. Si è presentato in una clinica di cure urgenti con sintomi di polmonite il 19 gennaio ed è stato trasferito al Providence Regional Medical Center di Everett il giorno successivo.

### Febbraio
Il 19 febbraio un residente di una casa di cura dei Life Care Centers of America a Kirkland, un sobborgo di Seattle nella contea di Eastside King , è stato trasferito in un ospedale locale e in seguito è risultato positivo al COVID-19. 4 Il 24 febbraio, un uomo di 54 anni è stato trasferito dal Kirkland Life Care Center all'Harbourview Medical Center e lì è morto il 26 febbraio. Sempre il 26, una donna ottantenne del centro è morta nella casa di famiglia. Entrambi sono stati trovati con COVID-19, e in un caso il COVID-19 è stato trovato nei test post mortem.

### Marzo
Il 2 marzo i funzionari hanno annunciato altri quattro morti nello stato, portando a sei il bilancio delle vittime negli Stati Uniti. Hanno anche annunciato quattro nuove infezioni, aumentando il carico di lavoro dello stato a 18 e quello del paese a 96.
La stazione radio KUOW ha annunciato che dal 25 marzo non trasmetterà più i briefing sul coronavirus del presidente Trump "a causa di un modello di informazioni false o fuorvianti a condizione che non possano essere verificate in tempo reale".
Il 28 marz i medici dell'Esercito degli Stati Uniti hanno convertito il CenturyLink Field, noto per essere lo stadio di casa dei Seattle Seahawks, in un ospedale medico.

### Aprile
Un'epidemia al Monroe Correctional Complex, la seconda prigione più grande dello stato, è iniziata alla fine di marzo ed è aumentata a undici casi confermati. A partire dall'8 aprile 2020, cinque dipendenti e sei detenuti nella stessa unità di sicurezza minima. 9 Più di 100 prigionieri nel complesso si sono ribellati l'8 aprile in risposta allo scoppio. Il giorno successivo, il governatore Inslee ha annunciato piani per il rilascio di autori di reato non violenti e detenuti a rischio per ridurre il rischio di infezione.

## Risposta del governo
Il 29 febbraio, il governatore Jay Inslee ha dichiarato lo stato di emergenza dopo che la prima morte negli Stati Uniti attribuibile a COVID-19 si è verificata in un uomo sulla cinquantina con una malattia cronica sottostante che era stato ricoverato all'EvergreenHealth Medical Center. dopo aver lamentato gravi problemi respiratori.